# ذی هریم (یمن)
 ذی هریم  به عربی ( ذی هُریَم  )، روستای است در عزلهٔ (بنی ساعده)، در ناحیهٔ (زکوان)، از توایع استان حُدَیده در کشور یمن در شبه جزیره عربستان است. 
جمعیت آن ۳۵۷ نفر (۱۵ خانوار) می‌باشد.